# Benimassot
Benimassot – gmina w Hiszpanii, w prowincji Alicante, we wspólnocie autonomicznej Walencja, o powierzchni 9,51 km². W 2011 roku liczyła 125 mieszkańców.
Gospodarka skupia się wyłącznie na sektorze podstawowym, czyli rolnictwie.